# El Puente de Sabiñánigo
El Puente de Sabiñánigo (en aragonés O Puen de Samianigo) es una localidad española perteneciente al municipio de Sabiñánigo a 3 km de la capital, en el Alto Gállego, provincia de Huesca, Aragón. En esta localidad se encuentra el Museo Ángel Orensanz y Artes del Serrablo.

## Demografía
Contaba con una población de 116 habitantes en 1980 y de tan solo 39 en 1991, habiendo bajado a 29 en 2011.
| 37         | 30 | 35 |
| (Fuente: ) |    |    |